# بوشنگانه (واروارین)
بوشنگانه (به صربی: Bošnjane) یک منطقهٔ مسکونی در صربستان است که در ورورین واقع شده‌است. بوشنگانه ۱٬۹۶۳ نفر جمعیت دارد.